# Thủy Lâm

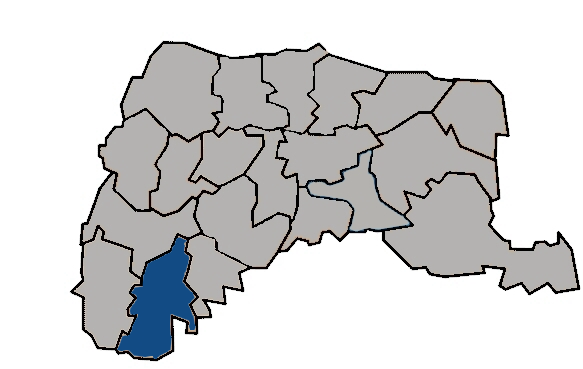
Vị trí tại Vân Lâm

Thủy Lâm (tiếng Trung: 水林鄉; bính âm: Shuǐlín Xiāng) là một hương (xã) của huyện Vân Lâm, tỉnh Đài Loan, Trung Hoa Dân Quốc (Đài Loan). Hương nằm ven sông Bắc Cảng và thuộc vùng đồng bằng Gia Nam. Tổng diện tích của Thủy Lâm là 72,9582 km², dân số vào tháng 8 năm 2011 là 28.497 người thuộc 10.360 hộ gia đình, mật độ cư trú đạt 390,6 người/km².